# Amphiareus
Amphiareus is een geslacht van wantsen uit de familie bloemwantsen (Anthocoridae). Het geslacht werd voor het eerst wetenschappelijk beschreven door Distant in 1904.

## Soorten
Het genus bevat de volgende soorten:

- Amphiareus constrictus (Stål, 1860)
- Amphiareus edentulus Yamada, 2008
- Amphiareus morimotoi (Hiura, 1958)
- Amphiareus obscuriceps (Poppius, 1909)
- Amphiareus ochraceus Yamada & Hirowatari, 2003
- Amphiareus rompinus Yamada, 2008
- Amphiareus ruficollaris Yamada & Hirowatari, 2003